# Partido de San Vicente
Partido de San Vicente är en kommun i Argentina.   Den ligger i provinsen Buenos Aires, i den centrala delen av landet, 50 km söder om huvudstaden Buenos Aires. Antalet invånare är 44 529.
Trakten runt Partido de San Vicente består till största delen av jordbruksmark. Runt Partido de San Vicente är det ganska tätbefolkat, med 166 invånare per kvadratkilometer.